# Private Pilot Licence

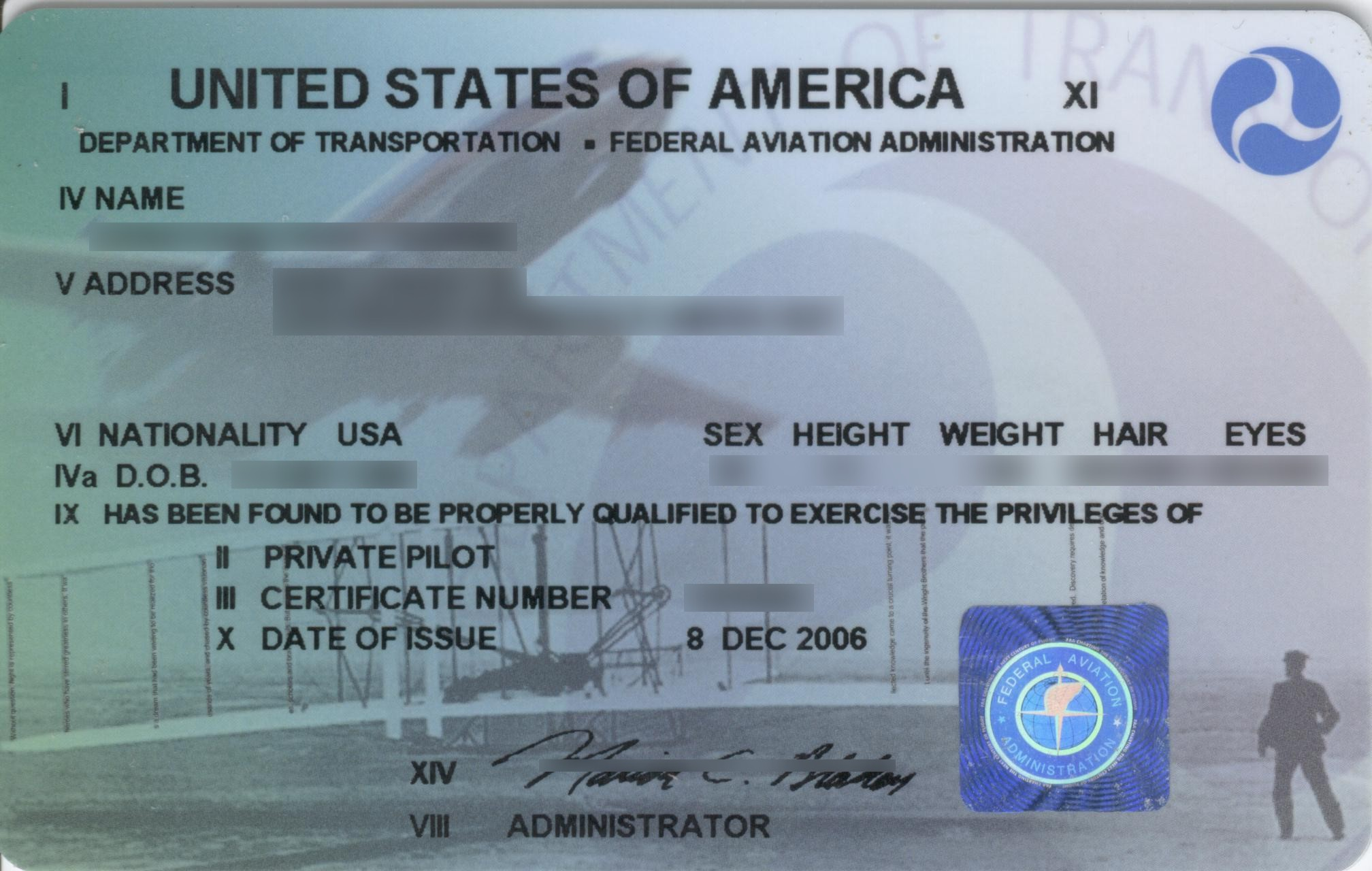
Amerykańska licencja pilota turystycznego w formie plastikowego certyfikatu (2006)

Licencja pilota turystycznego (ang. Private Pilot Licence (PPL)) – kategoria licencji pilota statku powietrznego uprawniającą do pilotowania w celach niezarobkowych. 
Piloci komercyjni muszą posiadać licencje wyższych kategorii (CPL lub ATPL).
W Stanach Zjednoczonych odpowiednikiem PPL jest Private Pilot Certificate, w Polsce – Licencja Turystyczna.

## Typy licencji PPL
- PPL(A) – licencja pilota samolotowego turystycznego
- PPL(H) – licencja pilota śmigłowcowego turystycznego
- PPL(AS) – licencja pilota sterowcowego turystycznego
- PPL(AG) – licencja pilota wiatrakowcowego